# Shotgun (песня Yellow Claw)
«Shotgun» (с англ. — «Ружьё») — песня нидерландского трио Yellow Claw и Рошель Пертс, выпущенная в ноябре 2013 года звукозаписывающей компанией Spinnin’ Records. Она вошла в первую 10-ку в чартах Нидерландов и в первую 20-ку в чартах Бельгии.
Видеоклип на песню набрал 179 миллионов просмотров на YouTube.

## Текст песни
Авторы текста песни — Брахим Фуради, Симо Фрэнкел, Крис Кутиньо и Макс Ауде Вернинк.
В песне говорится о мужчине, который сильно надоедает девушке. Она не выдерживает его, говоря «ты выстрелил из ружья мне прямо в лицо».

## Список композиций
| №  | Название  | Длительность |
| -- | --------- | ------------ |
| 1. | «Shotgun» | 3:14         |

| №  | Название  | Длительность |
| -- | --------- | ------------ |
| 1. | «Shotgun» | 4:54         |

| №  | Название  | Длительность |
| -- | --------- | ------------ |
| 1. | «Shotgun» | 4:46         |

| №  | Название  | Длительность |
| -- | --------- | ------------ |
| 1. | «Shotgun» | 3:37         |

| №  | Название  | Длительность |
| -- | --------- | ------------ |
| 1. | «Shotgun» | 3:04         |

## Позиции в чартах

### Еженедельные чарты
| Чарт (2013—2014)                           | Высшая позиция |
| ------------------------------------------ | -------------- |
| Бельгия/Фландрия (Ultratop 50)             | 20             |
| Бельгия/Фландрия (Ultratop Dance)          | 13             |
| Бельгия/Валлония (Ultratip Bubbling Under) | 16             |
| Бельгия/Валлония (Ultratop Dance)          | 35             |
| Нидерланды (Dutch Top 40)                  | 10             |
| Нидерланды (Mega Top 50)                   | 12             |
| Нидерланды (Single Top 100)                | 9              |
| Россия (TopHit)                            | 14             |

### Годовые чарты
| Чарт (2013)                 | Позиция |
| --------------------------- | ------- |
| Нидерланды (Dutch Top 40)   | 84      |
| Нидерланды (Single Top 100) | 67      |
| Чарт (2014)                 | Позиция |
| Бельгия (Ultratop Flanders) | 75      |
| Нидерланды (Dutch Top 40)   | 47      |
| Нидерланды (Single Top 100) | 82      |